# Der Bulle von Tölz: Berg der Begierden
Berg der Begierden ist ein deutscher Fernsehfilm von Walter Bannert aus dem Jahr 1998 nach einem Drehbuch von Christian Grohmann-Colella und Franz Xaver Sengmüller. Es ist die 19. Folge der Krimiserie Der Bulle von Tölz mit Ottfried Fischer als Hauptdarsteller in der Rolle des Hauptkommissars Benno Berghammer. Die Erstausstrahlung erfolgte am 22. November 1998 auf Sat.1.

## Handlung
Im Sessel eines Skilifts wird die Leiche des Großgrundbesitzers Kaspar Schoder entdeckt; er wurde von einem Skistock durchbohrt. Die Kommissare Benno Berghammer und Sabrina Lorenz ermitteln, dass am Tag zuvor die Verlobung von Kaspar Schoders Sohn Sepp mit Vroni Röckl stattfand – gegen den Willen von Schoder senior, der befürchtete, Vroni sei nur hinter dem Geld her.
Der Tote war als erbitterter Gegner einer Erweiterung des Skigebiets bekannt. Das bekam auch Fremdenverkehrsdirektor Reinhard Unholzer zu spüren, der mit Schoder lange Zeit um den Verkauf seines Bergabschnitts rang. Auch die Familie Röckl, die auf dem Hirschberg in der Nähe der Bergstation eine Skihütte betreibt, hatte ein Mordmotiv, denn ihre finanzielle Misere könnte durch die Erschließung neuer Skigebiete, die Schoder bisher verhinderte, beendet werden.
Der Tote hatte den Kassenbon eines Copyshops bei sich, wodurch die Kommissare herausfinden, dass Kaspar Schoder ein geologisches Gutachten kopiert hat, das prognostiziert, dass in den nächsten 50 Jahren mit gigantischen Abrutschungen zu rechnen ist, wenn der Südhang des Hirschbergs abgeholzt wird. Die Investorengruppe hat ein weiteres Gutachten erstellen lassen, das die Unbedenklichkeit einer Abholzung bescheinigt, und es Sepp Schoder zugespielt, der vom ursprünglichen Gutachten nichts wusste. Als er durch die Polizei von der Existenz zweier Gutachten erfährt, schlägt er eine alternative Variante der Erweiterung des Skigebiets vor, die den Südhang des Hirschbergs ausklammert, und knüpft sein Einverständnis zum Verkauf an die Bedingung, dass der Fremdenverkehrsdirektor ersetzt wird. Zu Reinhard Unholzers Leidwesen sind die Investoren und der Bürgermeister einverstanden.
Kommissar Berghammer hat den Verdacht, dass jemand aus der Familie Röckl hinter dem Mord steckt, doch weil er keine Beweise hat, bittet er Sepp Schoder um Mithilfe: Er soll der Familie seiner Verlobten die finanzielle Unterstützung verweigern. Als die beiden Kommissare Familie Röckl aufsuchen, fragt Vronis Bruder Alfons, warum es denn alle auf sie abgesehen hätten, die Polizei solle doch Sepp Schoder befragen, schließlich habe dieser am meisten vom Mord profitiert. Für Geld könne man sich ja jemanden besorgen, der einen Mord begehe. Röckl senior wirft ein, der Auftraggeber verschaffe sich das beste Alibi, und wie man sehe, funktioniere das. Jeder wisse, dass Sepp Schoder seinen Vater zum Verkauf habe überreden wollen, bis er aufgrund des Gutachtens, das den Bergsturz prognostiziere, habe einsehen müssen, dass sein Vater recht habe. Und so habe Sepp gewusst, dass es nur eine Lösung gebe. Kommissar Berghammer fragt Karl Röckl, woher er von diesem Gutachten wisse, da erwidert er, Kaspar Schoder habe es ihm vor etwa zwei Wochen gezeigt. Mit dieser Aussage entlarvt er sich selbst als Lügner, denn von dem Gutachten hat Kaspar Schoder erst ein paar Stunden vor seinem Tod erfahren. Berghammer beschuldigt ihn daher, nach der Verlobungsfeier Kaspar Schoder erstochen und ihm das Gutachten abgenommen zu haben, und fordert ihn auf, es herauszugeben. Da holt Röckl junior das Gutachten aus einer Schublade und sagt, es habe aus Schoders Jacke herausgeschaut, da habe er es eben mitgenommen. Karl Röckl will die Schuld auf sich nehmen und bezichtigt seinen Sohn der Lüge, doch Alfons hält entgegen, dass nur der Täter wisse, wo die Tatwaffe sei. Als Motiv gibt er an, er habe nach der Verlobungsfeier einen Streit zwischen Kaspar und Sepp Schoder mitbekommen, in dem Schoder senior neuerlich den Verkauf abgelehnt habe, und da sei ihm klar geworden, dass alle, die vom Tourismus leben, nur dann eine Zukunft hätten, wenn der alte Schoder weg sei.

### Nebenhandlung
Kommissar Berghammers Mutter Resi plant, ihren „Original Tölzer Streuselkuchen“ – dessen Rezept sie von einer inzwischen verstorbenen Tante aus Niederbayern bekommen hat – in der ganzen Region zu vermarkten. Sie kauft zwei neue Backöfen und eine Teigrührmaschine und findet im Café Aberle auch einen Abnehmer für ihren Kuchen. Der Inhaber würde ihr eigentlich lieber das Rezept abkaufen und selbst produzieren, doch das lehnt sie ab. Um dieses Geschäft noch mehr anzukurbeln, nimmt sie einen Kredit in Höhe von 30.000 Mark auf und kauft die Skihütte der hoch verschuldeten Familie Röckl; als Bürge muss ihr Sohn Benno herhalten. Das benötigte Personal wirbt sie kurzerhand vor dem Arbeitsamt an, weil sie sich den Papierkram sparen und ihre Beschäftigten schwarz bezahlen will.
Als Frau Berghammer erfährt, dass im Zuge einer Erweiterung des Skigebiets auf dem Berg ein riesiges Selbstbedienungsrestaurant gebaut werden soll, sieht sie ihre Existenz bedroht und verkauft die Skihütte dem Bankberater, Herrn Heinzlmeier, der jedoch nur 15.000 Mark erübrigen will. Die Restschulden deckt sie durch den Verkauf des Streuselkuchenrezepts samt Backöfen und Teigrührmaschine an den Bäcker Aberle.

## Hintergrund
Die Dreharbeiten erfolgten in Bad Tölz und Spitzingsee (Hirschberg, Stümpflingbahn); als Schauplatz für die „Pension Resi“ diente das Hollerhaus Irschenhausen.

## Kritik
Die Programmzeitschrift TV Spielfilm schreibt: „Schmackhafte ‚Original Tölzer‘ Krimiware.“